# Pastorale (musik)
Pastorale betegner i musik et 'Hyrdestykke'. Udtrykket stammer fra græsk 'pastor', der betyder hyrde.
Der kan enten være tale om en idyllisk (evt. erotisk ladet) hyrdescene fra en ballet eller opera, eller i kirkelig sammenhæng et stykke musik med tilknytning til hyrderne i Betlehem. En pastorale vil ofte være præget af sicilianorytme.